# Slayyyter
Кэтрин Грейс Гарнер (англ. Catherine Grace Garner; 17 сентября 1996, Сент-Луис, Миссури), более известная как Slayyyter, американская поп-певица и автор песен, в настоящее время проживает в Лос-Анджелесе. Она начала свою карьеру самостоятельно на SoundCloud. Её сингл «Mine» достиг 38-го места в поп-чарте iTunes. Песня была включена в её одноименный микстейп, выпущенный в 2019 году. Её дебютный студийный альбом «Troubled Paradise» вышел в июне 2021 года под лейблом Fader.

## Биография

### Ранняя жизнь
Slayyyter из Кирквуда, штат Миссури, пригорода Сент-Луиса, где она «прожила всю свою жизнь». Она ходила в частные начальные школы, а позже продолжила образование в государственной школе, где она «впервые посетила отличные уроки музыки».

### 2017—2018: Первые шаги к музыке и выпуск первых синглов
Slayyyter провела год в колледже, обучаясь в Университете Миссури, где она провела «дорогой эксперимент», при помощи которого начала свою карьеру как музыкант, записав треки в стиле «lo-fi pop 80-х», которые сама продюсировала и отредактировала, но так и не опубликовала. Позже она бросила учебу и полностью посвятила себя музыкальной карьере. Первые треки певица записала совместно с исполнительницей Ayesha Erotica, из Лос-Анджелеса. Исполнительницы познакомились через Twitter. Slayyyter благодарит Stan Twitter за то, что он познакомил её с Ayesha Erotica.
Помимо дебютного сингла «BFF», Slayyyter выпустила, синглы «Ghost», «Candy», «Alone», «Hello Kitty» (который спродюсировал Boy Sim) и «All I Want for XXXmas», совместная работа Slayyyter и Ayesha Erotica.

### 2019—2020: Синглы и The Mini Tour
Сингл «Mine» был выпущен в День святого Валентина , после того, как 14-секундный фрагмент песни «Mine» привлек внимание в Твиттере и набрал более чем 200 000 просмотров и менее чем за 24 часа занял 38-е место в поп-чарте iTunes в США.
В июне 2019 года Slayyyter отправилась в свой дебютный тур под названием «The Mini Tour». Тур начался 24 июня в Нью-Йорке и завершился 27 июля в её родном городе Сент-Луисе.
17 сентября 2019 года Slayyyter выпустила свой одноименный микстейп «Slayyyter» на iTunes. Микстейп занял 4-е место в чарте iTunes Pop в США и 14-е место в чарте альбомов iTunes в США. В апреле 2020 года она выпустила ремикс на песню Бритни Спирс «Gimme More» для своего SoundCloud. В октябре и ноябре 2020 года, она выпустила синглы «Self Destruct» и «Throatzillaaa» соответственно.

### 2021 — настоящее время: Troubled Paradise
Дебютный студийный альбом Slayyyter, Troubled Paradise, вышел 11 июня 2021 года на лейбле Fader. Заглавный трек и клип к нему были выпущены 22 января. 26 января Хайди Монтаг подтвердила в Twitter, что будет сотрудничать со Slayyyter. 26 февраля она выпустила песню «Clouds».
9 апреля она выпустила еще один сингл под названием «Cowboys». Далее 7 мая был выпущен сингл «Over This!».
5 ноября 2021 года Slayyyter выпустила совместный сингл с Big Freedia — «Stupid Boy».
28 января 2022 года Slayyyter выпустила мини-альбом ремиксов Inferno Euphoria.
3 февраля Slayyyter появилась на треке австралийского дуэта Peking Duk «Honest».
13 апреля вышел совместный сингл с Pussy Riot — «Hatefuck».
3 октября стало известно, что Slayyyter станет приглашённым исполнителем в североамериканской ветке тура Dirt Femme Tour шведской певицы Туве Лу.

## Музыкальный стиль
Её музыкальный стиль часто сравнивают со стилями Бритни Спирс, Линдси Лохан и Пэрис Хилтон а также Charli XCX. Slayyyter цитирует Бритни Спирс, Ферги, Тимбалэнд, Нелли Фуртадо, Леди Гагу, Тейлор Свифт, Джастина Тимберлейка, Мадонну, Хайди Монтаг, Джанет Джексон и Уитни Хьюстон, как артистов, которых она слушала больше всего в детстве и которые в конечном итоге повлияли на её музыкальный стиль. Визуальный стиль Slayyyter был определен как «особая эпоха MySpace». Она часто сотрудничает с британским дизайнером Glitchmood для создания своих работ. Slayyyter является ярким представителем сцены гиперпопа.

## Личная жизнь
Slayyyter публично заявила, что она бисексуальна.

### Имя
В начале своей карьеры Slayyyter, стараясь отгородить фанатов и прессу от своей семьи, скрывала своё настоящее имя, использую псевдоним Кэтрин Слейтер. Это имя упоминалось в СМИ в качестве её настоящего.

### Критика
В 2019 году выяснилось, что Slayyyter в 2012 и 2013 годах опубликовала серию твитов, содержащих расовые оскорбления. Позже она извинилась за твиты, сказав, что «Я так сильно выросла и изменилась за последние восемь лет, и человек, которым я являюсь сегодня, не тот, кем был в 15 лет. Восемь лет — большой срок, чтобы размышлять, расти, созревать и совершенствоваться как человек. И я знаю, что молодость или необразованность в этом вопросе не оправдывает ничего из этого, но, пожалуйста, знайте, что люди действительно меняются». В результате Slayyyter выделила средства, полученные от продажи ее компакт-дисков и виниловых пластинок, проекту «Sylvia Rivera Law Project» и фонду «Black Trans Travel Fund», двум благотворительным организациям, которые помогают темнокожей трансгендерной молодежи.

## Дискография

### Альбомы

#### Студийные альбомы
| Название          | Детали                                                                                |
| ----------------- | ------------------------------------------------------------------------------------- |
| Troubled Paradise | - Выпущен: 11 июня 2021 - Лейбл: Fader - Форматы: Digital download, streaming, LP, CD |

#### Микстейпы
| Название  | Детали                                                                                                |
| --------- | --- |
| Slayyyter | - Выпущен: 17 сентября 2019 - Лейбл: Slayyyter Records - Форматы: Digital download, streaming, LP, CD |

### Синглы

#### Как главный исполнитель
| Название                                           | Год  | Альбом            |
| -------------------------------------------------- | ---- | ----------------- |
| «BFF» (featuring Ayesha Erotica)                   | 2018 | Slayyyter         |
| «Ghost»                                            | 2018 | без альбома       |
| «I’m High»                                         | 2018 | без альбома       |
| «Platform Shoes»                                   | 2018 | без альбома       |
| «Candy»                                            | 2018 | Slayyyter         |
| «Hello Kitty»                                      | 2018 | без альбома       |
| «Alone»                                            | 2018 | Slayyyter         |
| «All I Want for Xxxmas» (featuring Ayesha Erotica) | 2018 | без альбома       |
| «Mine»                                             | 2019 | Slayyyter         |
| «Daddy AF»                                         | 2019 | Slayyyter         |
| «Everytime»                                        | 2019 | без альбома       |
| «Crush on U» (with Donatachi)                      | 2019 | Taste             |
| «Cha Ching»                                        | 2019 | Slayyyter         |
| «Self Destruct» (featuring Wuki)                   | 2020 | Troubled Paradise |
| «Throatzillaaa»                                    | 2020 | Troubled Paradise |
| «Troubled Paradise»                                | 2021 | Troubled Paradise |
| «Clouds»                                           | 2021 | Troubled Paradise |
| «Cowboys»                                          | 2021 | Troubled Paradise |
| «Over This!»                                       | 2021 | Troubled Paradise |
| «Dog House»                                        | 2021 | Troubled Paradise |

#### Как приглашённый исполнитель
| Название                                                                | Год  | Альбом                 |
| ----------------------------------------------------------------------- | ---- | ---------------------- |
| «Faded» (Boy Sim featuring Slayyyter)                                   | 2018 | Pink Noise             |
| «Dial Tone» (That Kid featuring Ayesha Erotica and Slayyyter)           | 2018 | без альбома            |
| «Final Girl» (Graveyardguy featuring Slayyyter)                         | 2018 | Here Lies Graveyardguy |
| «Diamond In The Dark» (Liz featuring Slayyyter)                         | 2019 | Planet Y2K             |
| «Click (No Boys Remix)» (Charli XCX featuring Kim Petras and Slayyyter) | 2019 | без альбома            |
| «2003» (Robokid featuring Slayyyter)                                    | 2019 | Sportsangel            |

### Другое
| Название             | Год  | Другие исполнители |
| -------------------- | ---- | ------------------ |
| «Ride Wit Me»        | 2019 | N/A                |
| «Gimme More (Remix)» | 2020 | N/A                |